# Riezlern
Riezlern är ett samhälle i dalen Kleinwalsertal i kommunen Mittelberg i förbundslandet Vorarlberg i västra Österrike nära gränsen till Tyskland. Hirschegg har 2072 invånare 1 januari 2024).

## Galleri

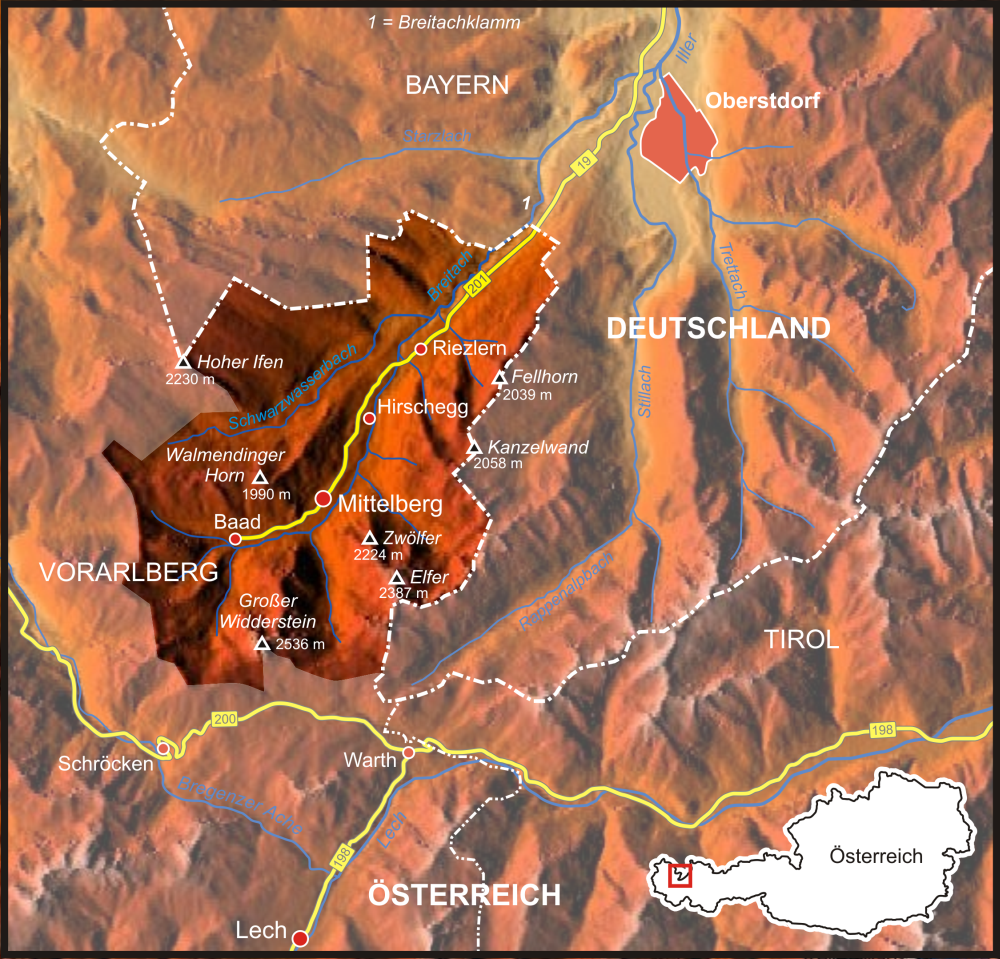
Karta.
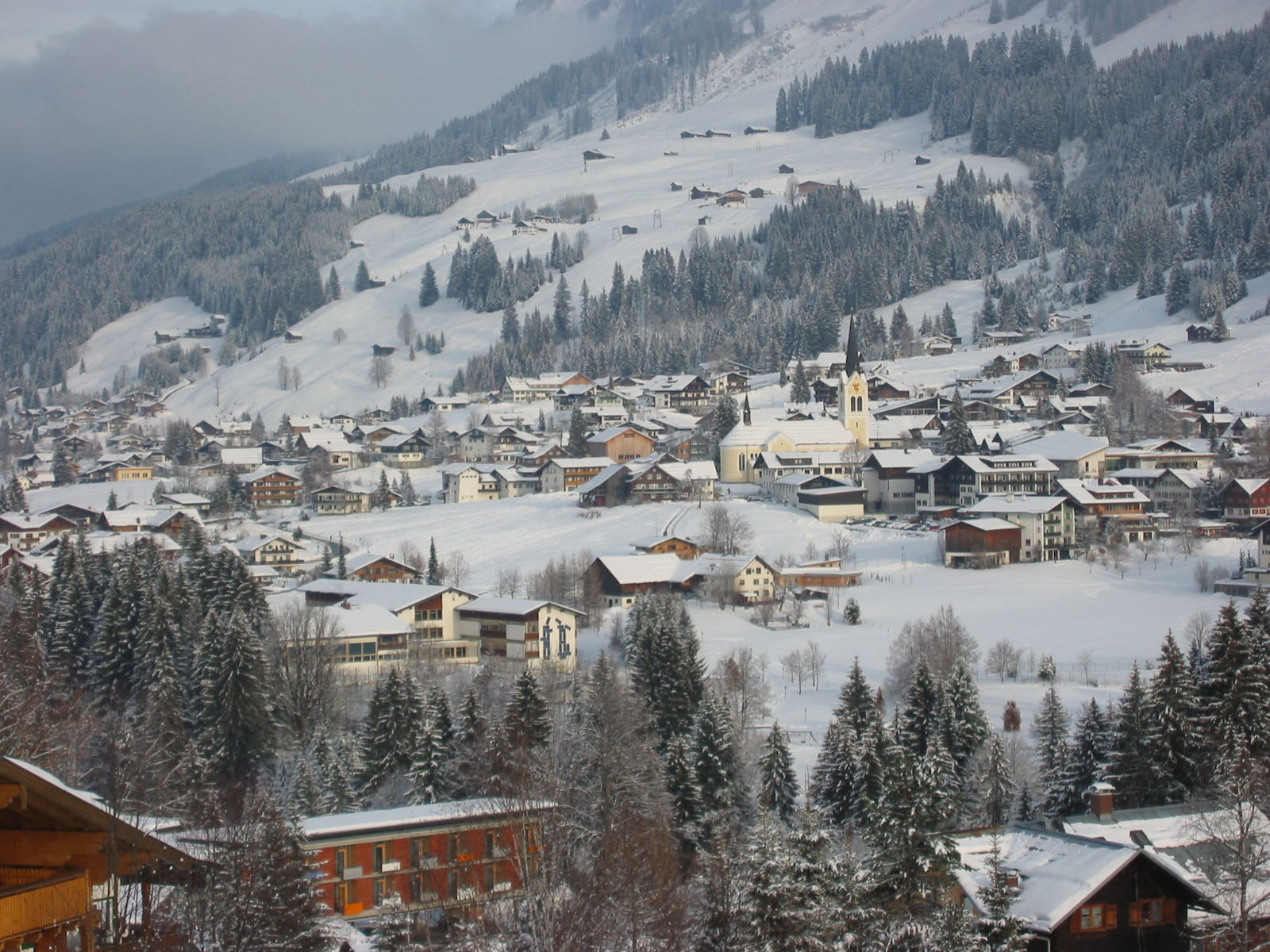
Ortscentrum, 2004.
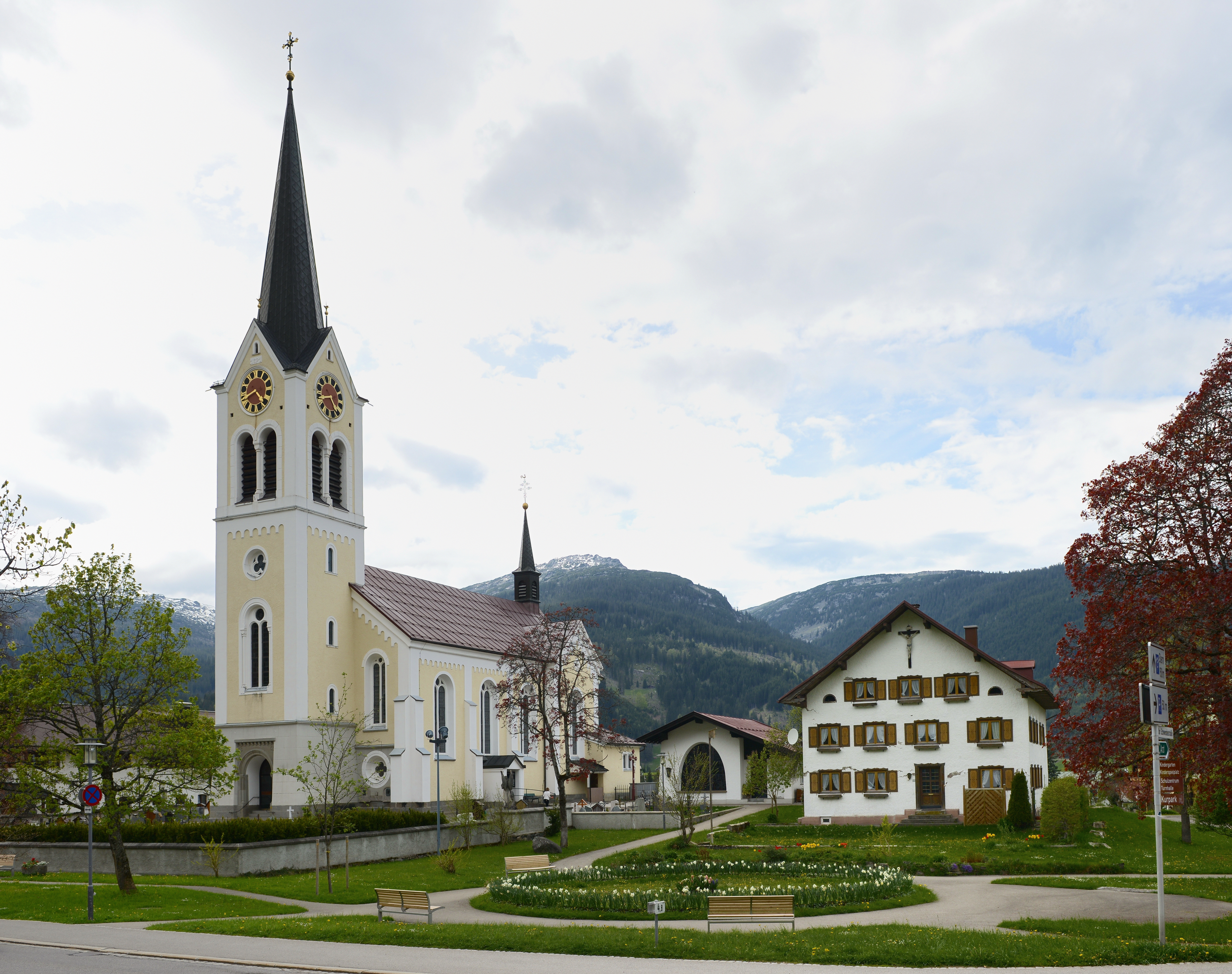
Katolsk kyrka Maria Opferung, 2014.
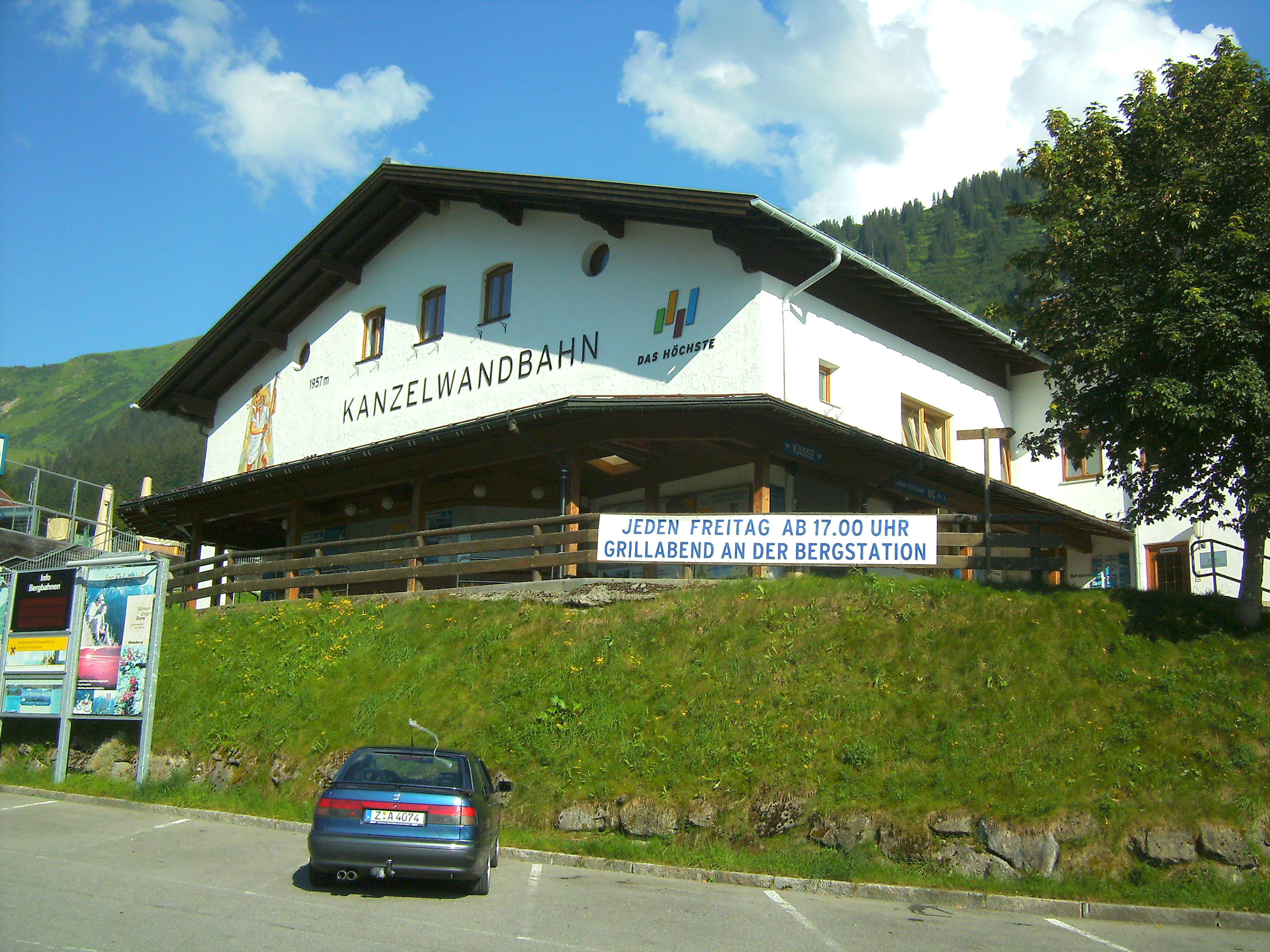
Kabinbanans dalstation (Kanzelwandbahn), 2008.